# クロハラトキ
クロハラトキ（黒腹朱鷺、学名:Theristicus caudatus）は、ペリカン目トキ科に分類される鳥類の一種である。別名クロハラカオグロトキ。

## 分布
コロンビア、ベネズエラからアルゼンチン北部まで分布する。パナマからも記録があるが、迷行したものとされる。

## 形態
体長71-76cm。頭部から頸にかけては白みの強い褐色で背中は灰褐色である。大雨覆は灰白色、風切羽と尾は黒色である。胸より下の体下面は黒色で和名の由来となっている。眼の周囲から嘴の基部まで黒い皮膚が裸出しており、嘴は黒色、脚は赤色である。

## 生態
主に熱帯地方の沼地や周辺の草原に生息する。群れで生活する。
昆虫類、両生類、爬虫類などを捕食する。
崖の裂け目や岩棚、樹上に集団で小規模のコロニーを形成して繁殖する。1腹2-3個の卵を産み、抱卵期間は約28日である。雛は約56日で巣立ちする。

## 亜種
以下の2亜種に分類される。
- Theristicus caudatus caudatus
- Theristicus caudatus hyperorius